# Múscul digàstric
El múscul digàstric (musculus digastricus) és un petit múscul situat sota la mandíbula. S'anomena "digàstric" perquè està constituït per dos ventres musculars units per un cos fibrós intermedi. S'estén des de la base del crani a l'os hioide, i des d'aquest a la porció central de la mandíbula. Representa, en conjunt, un llarg arc dirigit cap amunt, que abraça alhora la glàndula paròtide i la glàndula submandibular. Del fet, per la seva situació, se'l considera un múscul suprahioidal.

## Estructura
Està constituït per dos ventres musculars, units per un cos fibrós al mig:
- El ventre posterior o mastoidal té un origen en el costat medial de l'apòfisi mastoide, en una ranura especial anomenada ranura digàstrica. Aquesta inserció d'origen s'efectua en part per fibres carnoses i en part per fibres tendinoses que es perllonguen per la cara interna i per la vora superior del múscul. Des de la ranura digástrica, el ventre posterior es dirigeix obliquament cap avall, endavant i endins, i després d'un trajecte de 3 o 4 cm acaba en el costat intern d'un capa tendinosa enrotllada en forma de semicon, la qual es transforma gradualment en un tendó cilíndric: és el tendó intermedi. El tendó intermedi continua en direcció al ventre posterior; s'aproxima després al múscul estilohioidal, el travessa per la part inferior i arriba fins al cos de l'os hioide. S'encorba a continuació sobre si mateix i es dirigeix cap endavant i endins i, immediatament després dona origen als fascicles carnosos. Aquesta unió de fibres constitueix el ventre anterior del múscul.
- El ventre anterior es dirigeix de darrere cap a davant i una mica de fora a dins, cap a la vora inferior de la mandíbula. Finalment, es fixa per la part de fora de la símfisi, en una foseta especial, la foseta digàstrica. Aquí també, com en la ranura digàstrica, la inserció del múscul s'efectua en part per fibres carnoses i en part per llengüetes tendinoses curtes.

El tendó intermedi connecta amb l'os hioide. Quan surt per un orifici del múscul estilohioidal, el tendó intermedi del digàstric mostra dos tipus de fibres: unes internes –que es dirigeixen cap a la línia mitjana i s'entrecreuen amb les del costat oposat–, i altres inferiors, que descendeixen fins al cos de l'os hioide i queden fortament fixades en ell. Les fibres internes formen sovint una espècie de capa aponeuròtica, que uneix el tendó del costat dret amb el del costat esquerre: és l'aponeurosi digàstrica.

## Imatges
- Dibuix del múscul digàstric en el context muscular.

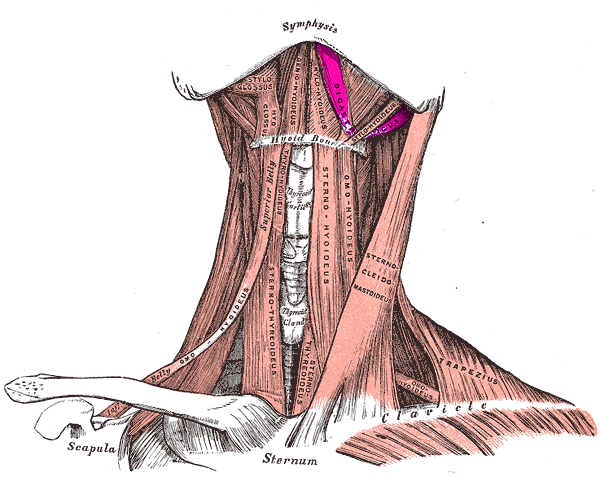
Vista anterior del múscul digàstric

- Imatges de disseccions on apareix el múscul digàstric:

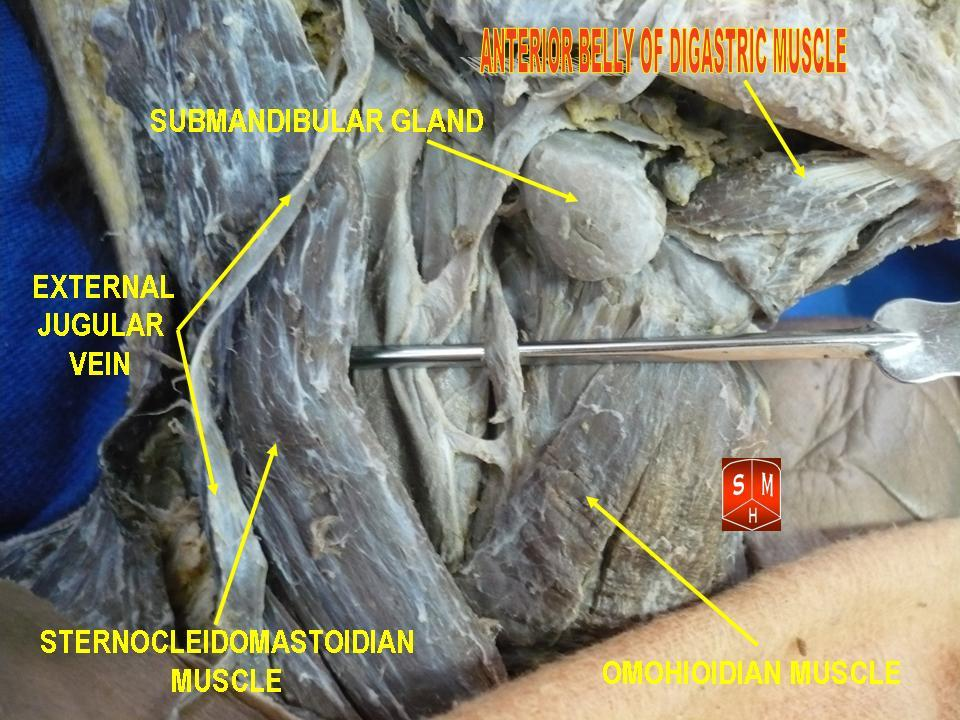
Ventre anterior del digàstric.
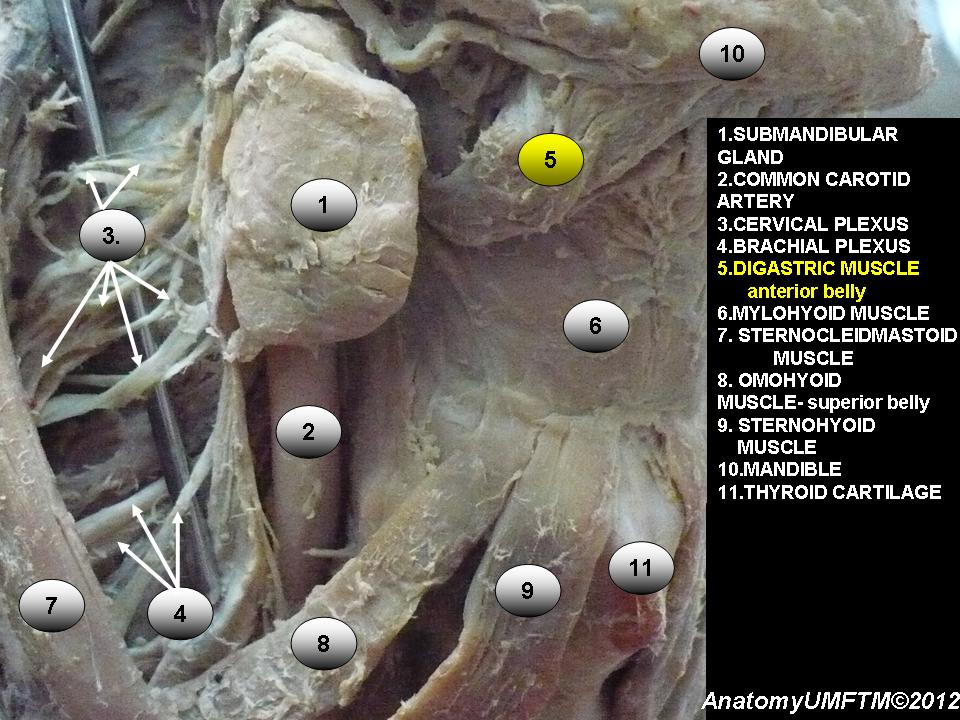
Regió anterior del coll.
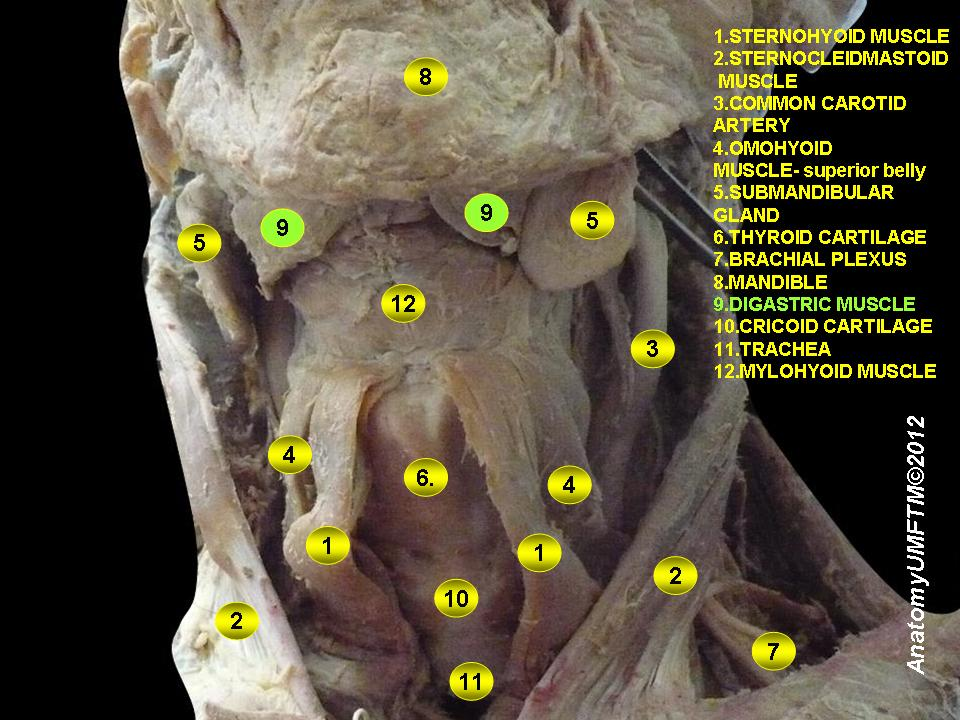
El múscul digàstric és el núm. 9.